# Campagne navale dans l'océan Indien en 1942
Théâtre d'Asie du Sud-Est de la Guerre du Pacifique
Batailles
- Action du 27 février 1941
- Action du 8 mai 1941
- Bataille entre le Sydney et le Kormoran
- Raids japonais de 1942
- Occupation japonaise des îles Andaman
- (Massacre de Homfreyganj)
- Bataille de l'île Christmas
- Raid sur Ceylan (Raid du dimanche de Pâques)
- Mutinerie des îles Cocos
- Bataille de Madagascar
- Ralliement de La Réunion
- Opération Creek
- Groupe Monsun
- Action du 13 novembre 1943
- Action du 11 janvier 1944
- Action du 14 février 1944
- Raid japonais de 1944
- Action du 17 juillet 1944

- 1940
- 1941
- 1942
- 1943
- 1944
- 1945

Le théâtre naval de l'océan Indien pendant la Seconde Guerre mondiale a impliqué de nombreux combats entre les forces de l'Axe et des forces alliées. Hormis la phase de la campagne terrestre de l'Afrique orientale italienne, toutes les opérations pertinentes se sont déroulées en mer ou avaient une forte composante maritime.
Les forces navales de l'Axe ont accordé une priorité élevée à la perturbation du commerce allié dans l'océan Indien. Ces mesures antinavires initiales de guerre sous-marine à outrance et de navires pirates incluaient aussi des frappes aériennes par les porte-avions et les raids des croiseurs de la Marine impériale japonaise. Un groupe de U-boot de la Kriegsmarine, appelé Groupe Monsun a opéré depuis l'est de l'océan Indien après que le corridor perse soit devenu une importante route d'approvisionnement militaire vers l'Union soviétique.

## Contexte
Dans le cadre de la sécurisation de l'aile ouest de la défense du Japon, les Îles Andaman-et-Nicobar dans l'océan Indien ont dû être occupées. De plus, à partir de ces îles, la Royal Air Force pourrait menacer les troupes japonaises en Birmanie. Dans la seconde moitié de mars 1942, les îles Andaman-et-Nicobar seront occupées par les forces japonaises.
Les croiseurs sous-marins japonais ont commencé à patrouiller dans l'océan Indien pendant l'Invasion des Indes orientales néerlandaises. Les hilfskreuzer de la Kriegsmarine étaient moins capables d'éviter les patrouilles alliées. Mais après la bataille de l'Atlantique les sous-marins allemands de type IX ont commencé à patrouiller sur la côte est de l'Afrique.

## Campagne navale en 1942
- 4 janvier 1942: le sous-marin japonais I-56 coule le cargo Kwangtung au sud de Java.
- 8 janvier 1942: l'I-56 coule les paquebots Van Rees et Van Riebeek au sud de Java.
- 11 janvier 1942: l' I-66 coule le cargo Liberty au sud de Java.
- 14 janvier 1942: le sous- marin japonais I-65 coule le cargo Jalarajan à l'ouest de Sumatra.

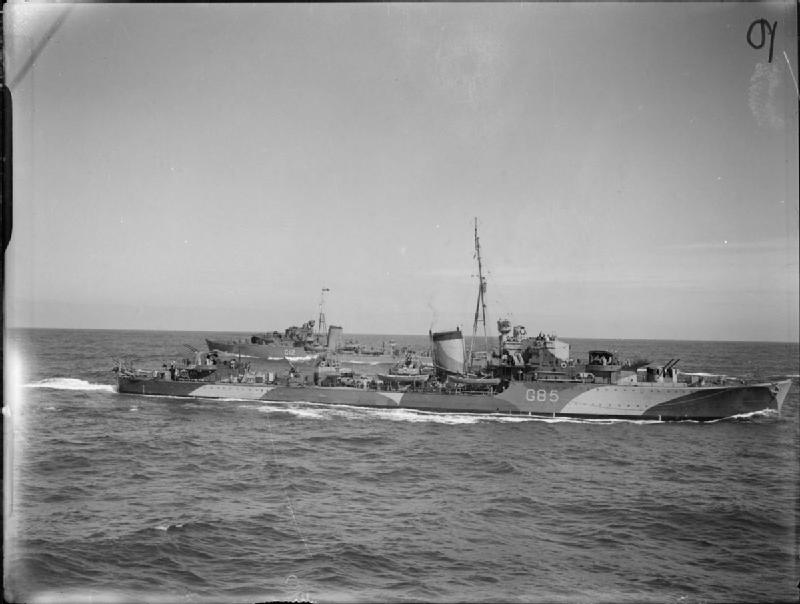
HMS Jupiter

- 17 janvier 1942: le HMS Jupiter coule le sous-marin japonais I-60 dans le détroit de la Sonde.
- 19 janvier 1942: des avions japonais coulent le paquebot Van Imhoff à l' ouest de Sumatra.
- 20 janvier 1942: l'USS Edsall et des dragueurs de mines australiens coulent le sous-marin japonais I-124 au large de Darwin. Le sous-marin japonais I-159 a coulé le cargo Eidsvold au large de l'île Christmas.
- 21 janvier 1942: l' I-66 coule le cargo Nord au large de Rangoun.
- 22 janvier 1942: le sous-marin japonais I-64 coule le paquebot Van Overstraten à l'ouest de Sumatra.
- 27 janvier 1942: le HMS Indomitable envoie 48 Hawker Hurricane pour la défense de Java.
- 30 janvier 1942: L' I-64 coule les cargos Florence Luckenbach, Jalapalaka et Jalatarang dans le golfe du Bengale.
- 15 février 1942: l' I-65 coule le cargo Johanne Justesen au large de Ceylan.
- 16 février 1942: Un convoi de troupes alliées de Darwin à Timor est repoussé par une attaque aérienne japonaise.

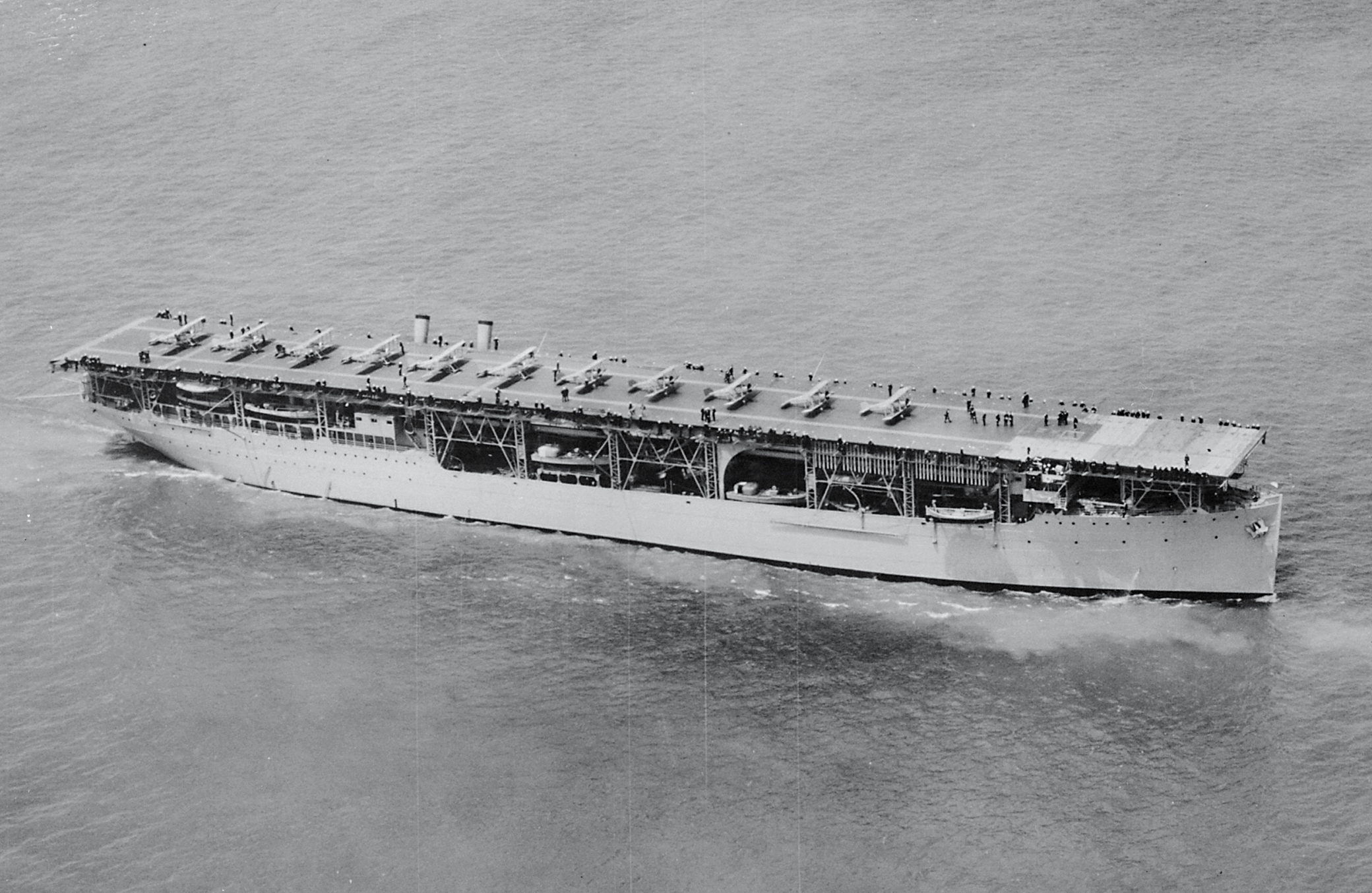
Porte-avions USS Langley

- 19 février 1942: Invasion japonaise de Bali. Le bombardement de Darwin par le Kidō Butai a coulé l'USS Peary, le pétrolier British Motorist, le cargo Mauna Loa et les paquebots Neptuna et Zealandia.
- 20 février 1942: Invasion japonaise du Timor. L' I-65 a coulé le cargo Bhima dans la mer d'Arabie.
- 25 février 1942: le sous-marin japonais I-58 coule le cargo Boero au sud de Java.
- 27 février 1942: un avion japonais coule le porte-avion USS Langley au large de Tjilatjap.
- 28 février 1942: le sous-marin japonais I-53 a coulé le cargo City of Manchester à l'ouest de Sumatra, et l' I-4 a coulé le cargo Ban Ho Guan au sud de Java.
- 1er mars 1942: Les cuirassés japonais Hiei et Kirishima coulent l'USS Edsall, l'USS Pecos et le cargo Tomohon, et le croiseur japonais Ashigara coule l'USS Pillsbury au sud de Java. Le sous-marin japonais I-2 a coulé le cargo Parigi, l' I-59 a coulé le paquebot Rooseboom à l'ouest de Sumatra et le sous-marin japonais I-54 a coulé le cargo Modjekerto au sud de Java.

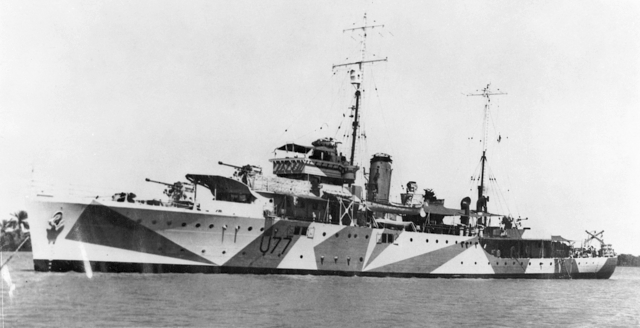
Sloop-of-war HMAS Yarra

- 2 mars 1942: Des navires de guerre japonais coulent le cargo Prominent au large de Tjilatjap, et le destroyer Hayashio capture le cargo Sigli.
- 3 mars 1942: les navires de guerre japonais coulent la canonnière USS Asheville au sud de Java, le sous marin japonais I-1 coule le cargo Siantar au large de Tjilatjap et les avions japonais coulent le paquebot Koolama dans la mer de Timor.
- 4 mars 1942: Des navires de guerre japonais coulent le HMSStronghold, le sloop-of-war HMAS Yarra et le pétrolier Francol au sud de Java. Le sous-marin japonais I-62 a coulé le cargo Merkus au large de Tjilatjap et l' I-7 a coulé le paquebot Le Maire.
- 5 mars 1942: Les avions du Kido Butai coulent les cargos Manipi, Tohiti, Rokan, Kidoel, Poelau Bras et Dayak attaquant Tjilatjap.
- 7 mars 1942: Les forces navales alliées couvrent le retrait des troupes alliées de Rangoun. Les cuirassés japonais Kongo et Haruna ont coulé le cargo Woolgar en bombardant l'île Christmas.

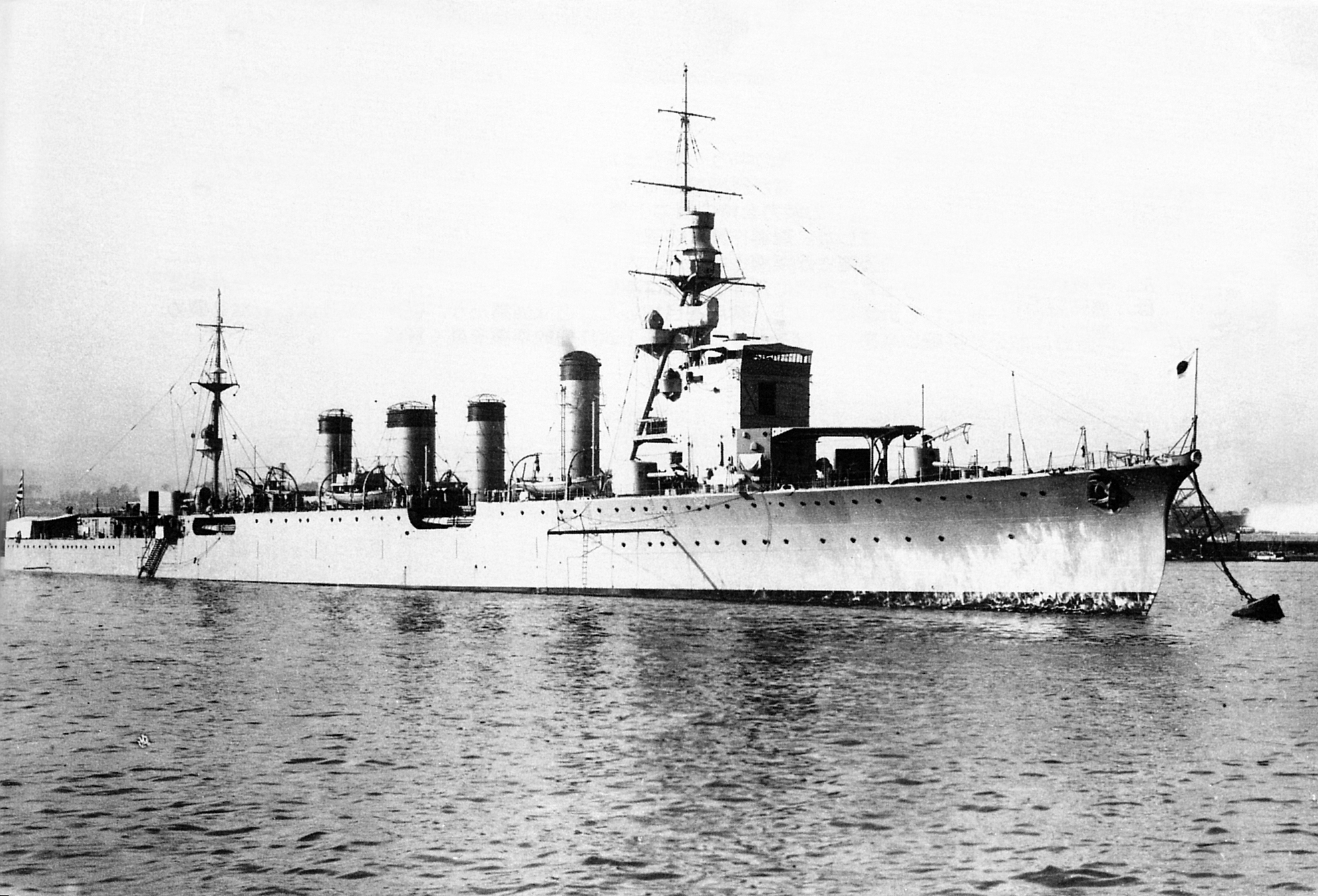
croiseur japonais Naka

- 8 mars 1942: Les troupes japonaises s'emparent de Rangoun.
- 9 mars 1942: Les troupes japonaises s'emparent de Java.
- 11 mars 1942: Le sous-marin japonais I-2 coule le cargo Chilka à l'ouest de Sumatra.
- 12 mars 1942: Invasion japonaise de Medan.
- 13 mars 1942: Le sous-marin japonais I-64 coule le cargo Mabella dans la mer d'Arabie.
- 23 mars 1942: Le Japon envahit et capture les îles Andaman-et-Nicobar dans le cadre de l'Opération D[1].
- 25 mars 1942: Un convoi de troupes a livré la 56e division (armée impériale japonaise) à Rangoun dans le cadre de l'Opération U[2].
- 26 Mars 1942: Kido Butai a navigué aux Indes orientales néerlandaises pour l'Opération C[3].
- 31 mars 1942: Invasion japonaise de l'île Christmas lors de l'Opération X[4].

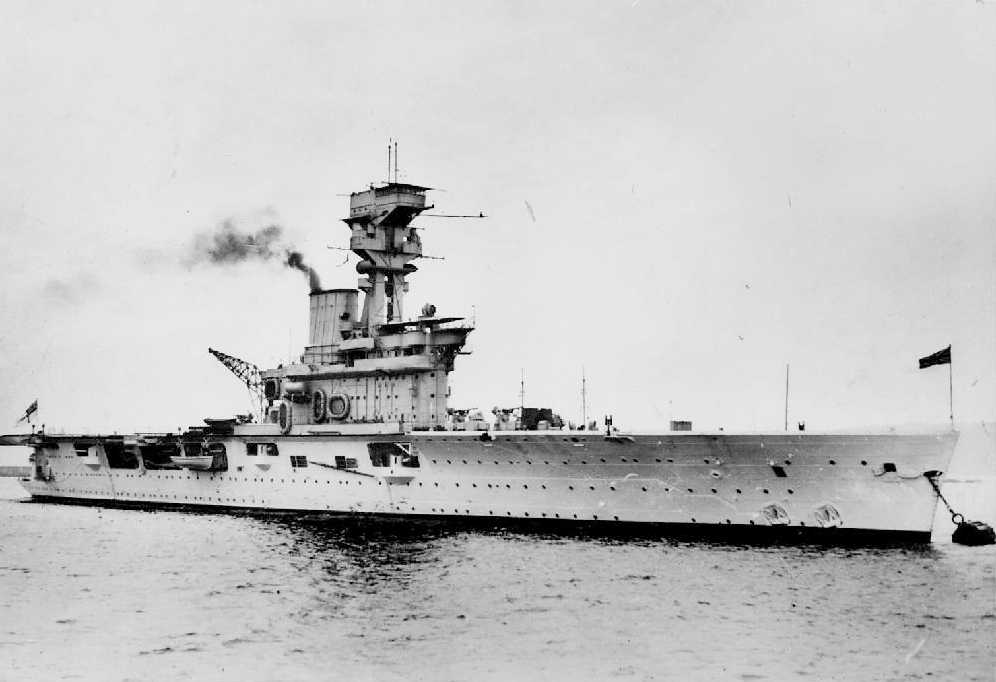
Porte-avions HMS Hermes

- 1er avril 1942: L'USS Seawolf torpille le croiseur Naka au large de l'île Christmas. Le sous-marin HMS Truant a coulé Yae Maur et Shunsei Maru dans le détroit de Malacca.
- 5 avril 1942: Des avions japonais coulent le HMS Cornwall et le HMS Dorsetshire lors du raid du dimanche de Pâques.
- 6 avril 1942: Des croiseurs japonais coulent le paquebot Dardanus et les cargos Silksworth, Autolycus, Malda, Shinkuang, Gandara, Indora, Bienville, Selma City, Ganges, Banjoewangi, Batavia, Taksang, Sinkiang, Exmoor et Van der Capellen dans le golfe du Bengale pendant l'Opération C. Le sous-marin japonais I-5 a coulé le cargo Washingtonian. Un avion japonais a coulé le HMIS Indus au large de Sittwe.
- 7 avril 1942: Un convoi de troupes a livré la 18e division (armée impériale japonaise) à Rangoun dans le cadre de l'Opération U.

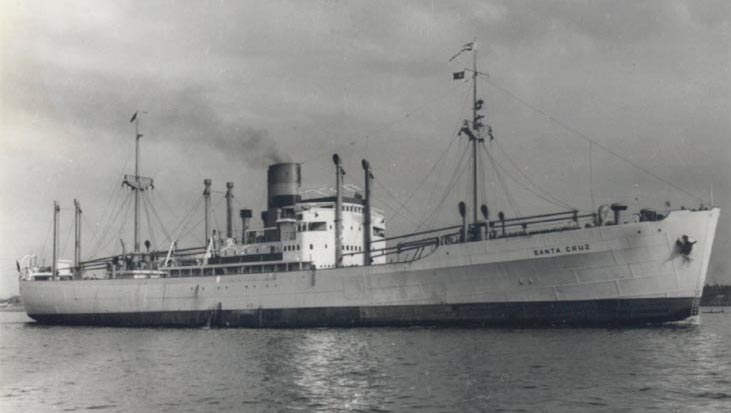
Le Raider E allemand Thor

- 9 avril 1942: Des avions japonais coulent le porte-avions HMS Hermes, le destroyer HMAS Vampire, la corvette HMS Hollyhock et les navires auxiliaires Athelstane et British Sergeant au large de Trinquemalay.
- 5 mai 1942: Invasion britannique de Diego-Suarez.
- 8 mai 1942: Des soldats ceylanais se mutinent sur les îles Cocos (Mutinerie des îles Cocos).
- 10 mai 1942: Le Raider E allemand Thor (HSK 4) a capturé le paquebot Nanking à l'ouest de l'Australie.
- 31 mai 1942: Des sous-marins de poche japonais de poche torpillent le HMS Ramillies et le pétrolier British Loyalty à Diego Suarez.
- 2 juin 1942: Le cargo Kofuku Maru est miné au large de Rangoun.
- 6 juin 1942: Le sous-marin japonais I-10 coule le Liberty ship Melvin H. Baker.
- 16 juin 1942: Thor coule le pétrolier Olivia à l'ouest de l'Australie.
- 19 juin 1942: Thor capture le pétrolier Herborg à l'ouest de l'Australie.
- 30 juin 1942: l' I-10 coule le cargo Express.

- 4 juillet 1942: Thor a capturé le cargo Madrono à l'ouest de l'Australie.
- 20 juillet 1942: Thor coule le cargo Indus à l' ouest de l'Australie.
- 10 septembre 1942: Madagascar se rend aux forces britanniques.
- 22 septembre 1942: Le sous-marin japonais I-29 coule le cargo Paul Luckenbach.
- 24 septembre 1942: Le sous-marin japonais I-165 coule le cargo Losmar.
- 17 octobre 1942: Le U-504 coule le cargo Empire Chaucer au sud de l'Afrique du Sud.
- 23 octobre 1942: Le U-504 coule le cargo City of Johannesburg à l'est de l'Afrique du Sud.
- 26 octobre 1942: Le U-504 détruit le Liberty-ship Anne Hutchinson à l'est de l'Afrique du Sud.
- 29 octobre 1942: Le U-159 coule les cargos Ross et Laplace au sud de l'Afrique du Sud.
- 31 octobre 1942: Le U-504 coule les cargos Reynolds et Empire Guidon à l'est de l'Afrique du Sud.

- 1er novembre 1942: U-178 coule le navire de troupes Mendoza à l'est de l'Afrique du Sud.
- 3 novembre 1942: U-504 coule le cargo Porto Alegre au sud de l'Afrique du Sud.
- 4 novembre 1942: U-178 coule les cargos Hai Hing et Trekieve à l'est de l'Afrique du Sud.
- 7 novembre 1942: U-159 coule le cargo La Salle au sud de l'Afrique du Sud.
- 8 novembre 1942: U-181 coule le cargo Plaudit au sud de l'Afrique du Sud.
- 9 novembre 1942: le sous-marin italien Leonardo da Vinci coule le Liberty-ship Marcus Whitman.
- 10 novembre 1942: U-181 coule le cargo KG Meldahl au sud de l'Afrique du Sud.
- 11 novembre 1942: le raider marchand japonais Hōkoku Maru est coulé par le pétrolier Ondina et son escorte HMIS Bengal.
- 13 novembre 1942: U-178 a coulé le cargo Louise Moller, et U-181 a coulé le cargo Excello à l'est de l'Afrique du Sud.
- 19 novembre 1942: U-177 coule le cargo Scottish Chief, et U-181 coule le cargo Gunda à l'est de l'Afrique du Sud.
- 20 novembre 1942: U-177 a coulé le Liberty-ship Pierce Butler, et U-181 a coulé le cargo Corinthiakos à l'est de l'Afrique du Sud.

- 21 novembre 1942: U-181 coule le cargo Alcoa Pathfinder à l'est de l'Afrique du Sud.
- 24 novembre 1942: U-181 coule les cargos Mount Helmos et Dorington Court à l'est de l'Afrique du Sud.
- 26 novembre 1942: le coureur de blocus allemand Ramsès sabordé lorsqu'il est arrêté par les escortes du convoi OW 1.
- 27 novembre 1942: U-178 coule le Liberty-ship Jeremiah Wadsworth au sud de l'Afrique du Sud.
- 28 novembre 1942: U-177 coule le navire de troupes Nova Scotia en noyant 750, et U-181 coule le cargo Evanthia à l'est de l'Afrique du Sud.
- 30 novembre 1942: le Raider allemand Michel (HSK 9) a coulé le cargo Sawokla, U-177 a coulé le navire de troupes Llandaff Castle à l'est de l'Afrique du Sud et U-181 a coulé le cargo Cleanthis dans le canal du Mozambique.
- 1er décembre 1942: la corvette HMAS Armidale est coulé par un avion japonais alors qu'il évacue du personnel du Timor.
- 2 décembre 1942: U-181 coule le cargo Amarylis à l'est de l'Afrique du Sud.
- 7 décembre 1942: Michel coule le cargo Eugenie Livonos à l'est de l'Afrique du Sud, et l' U-177 coule le cargo Saronikos dans le canal du Mozambique.
- 12 décembre 1942: U-177 coule le cargo Empire Gull à l'est de l'Afrique du Sud.
- 14 décembre 1942: U-177 coule le cargo Sawahloento à l'est de l'Afrique du Sud.

### Articles externes
- (fr) La guerre du Pacifique, une vision globale.
- (en) Archives cinématographiques de la guerre du Pacifique.
- (en) Pertes de navires marchands alliés dans le Pacifique et en Asie du Sud-Est